# 鈍吻麗塔鯰
鈍吻麗塔鯰，為輻鰭魚綱鯰形目鱨科的其中一種，為熱帶淡水魚類，分布於亞洲印度德干高原至克里希納河流域，體長可達26公分，棲息在底層水域，生活習性不明。